# 9a Mostra Internacional de Cinema de Venècia
La 9a Mostra Internacional de Cinema de Venècia va tenir lloc del 19 d'agost al 4 de setembre de 1948.

## Jurat
- Luigi Chiarini[2]
- Mario Gromo
- Guido Aristarco
- Alberto Consiglio
- Arturo Lanocita
- Vinicio Marinucci
- Mario Melloni
- Giorgio Prosperi
- Andrew Félix Morlión

## Pel·lícules en competició
| Títol original                   | Director(s)         | País de producció |
| -------------------------------- | ------------------- | ----------------- |
| Der Prozeß                       | Georg Wilhelm Pabst | Àustria           |
| L'Amore                          | Roberto Rossellini  | Itàlia            |
| Oliver Twist                     | David Lean          | Regne Unit        |
| Hamlet                           | Laurence Olivier    | Regne Unit        |
| The Fallen Idol                  | Carol Reed          | Regne Unit        |
| A Double Life                    | George Cukor        | Estats Units      |
| The Treasure of the Sierra Madre | John Huston         | Estats Units      |
| Duel in the Sun                  | King Vidor          | Estats Units      |
| Anni difficili                   | Luigi Zampa         | Itàlia            |
| Maclovia                         | Emilio Fernández    | Mèxic             |

## Premis
- Gran Premi Internacional de Venècia
  - Best Film - Hamlet (Laurence Olivier)
- Millor pel·lícula italiana
  - Sotto il sole di Roma (Renato Castellani)
- Lleó d'Argent a la millor direcció
  - Georg Wilhelm Pabst (Der Prozeß)
- Copa Volpi
  - Millor Actor - Ernst Deutsch (Der Prozeß)
  - Millor Actriu - Jean Simmons (Hamlet)
- Premi Osella
  - Millor guió original - Graham Greene (The Fallen Idol)
  - Millor fotografia - Desmond Dickinson (Hamlet)
  - Millor música original - Max Steiner (The Treasure of the Sierra Madre)
  - Contribució tècnica destacada- John Bryan (Oliver Twist)
- Premi Internacional 
  - Louisiana Story (Robert J. Flaherty)
  - The Fugitive (John Ford)
  - La Terra Trema (Luchino Visconti)
- Copa ANICA 
  - Sotto il sole di Roma (Renato Castellani)
- Copa Cinecittà 
  - Duel in the Sun (David O. Selznick)
- Copa ENIC Cup
  - Anni difficili (Luigi Zampa)